# Zdeněk Šálek
Zdeněk Šálek (* 24. listopadu 1931, Praze) je český novinář, sportovní reportér, autor několika knížek o sportu.

## Život
Pochází z dvojčat, jeho bratrem je Jaroslav Šálek.
Vystudoval v Praze na libeňském gymnáziu.

### Zaměstnání
V roce 1964 nastoupil jako redaktor do Pionýrských novin a má zásluhu na založení časopisu Sedmička pionýrů. O čtyři roky později nastoupil do redakce časopisu Mladý svět jako sportovní redaktor. Později se stal redaktorem novin Československý sport – (dnes deník Sport).

### Ocenění
V roce 2001 obdržel od Českého olympijského výboru Diplom ČKFP (cena fair play).

## Dílo
- Zápisník Pionýrských novin, vydáno 1966 v Mladé frontě
- Zlatá knížka čtyřboje, vydáno 1976 v Mladé frontě
- Slavné nohy (1980), o čs. fotbalových reprezentantech, vydalo nakladatelství Práce ve spolupráci s Mladým světem
- Dones oheň a zvítězíš, soubor reportáží z Mladého světa, vydavatel Mladá fronta a ČÚV SSM v roce 1983
- Hecboj pro šestnáctileté, vydavatel ČSTV v roce 1986
- Sálová kopaná, vydavatel ÚV SSM roku 1989, spoluautor
- Slavné nohy pokračují, vydavatel A. S. United v roce 2002